# دریاچه سونگخلا
دریاچه سونگخلا (انگلیسی: Songkhla Lake) بزرگ‌ترین دریاچه طبیعی در تایلند است. این دریاچه در شبه‌جزیره مالایی در جنوب کشور قرار دارد. با مساحت ۱٬۰۴۰ کیلومتر مربع، این دریاچه با استان‌های استان سونگکلا و استان پاتالونگ هم‌مرز است. با وجود نام «دریاچه»، این پهنه آبی در واقع یک مجموعه تالابی است.
این دریاچه به سه بخش مجزا تقسیم شده است. بخش جنوبی آن از طریق تنگه‌ای به عرض ۳۸۰ متر در نزدیکی شهر سونگکلا به خلیج تایلند متصل می‌شود. در این منطقه، آب لب‌شور بوده و تقریباً نیمی از شوری آب دریا را دارد. در بخش میانی، پس از یک باریکه با عرض ۶ کیلومتر، دریاچه Thale Luang با وسعت ۷۸۲٫۸۰ کیلومتر مربع قرار دارد. در شمالی‌ترین بخش، میان جنگل مانگروها، Thale Noi با وسعت ۲۸ کیلومتر مربع در استان پاتالونگ واقع شده است. مشخصه بارز این دریاچه، زبانه ساحلی ۷۵ کیلومتری آن است که دریاچه را از دریا جدا می‌کند. برخلاف بیشتر زبانه‌های ساحلی که از رسوبات دریایی شکل می‌گیرند، احتمالاً این زبانه از اتصال جزایر کوچک اولیه به یکدیگر و انباشته شدن رسوبات از پیشینه دریاچه‌ای آن پدید آمده است.

## تالاب‌های کنوانسیون رامسر
تالاب‌های فو خوان خی سیان در نزدیکی دریاچه تاله نوی از سال ۱۹۹۸ به عنوان تالاب‌های رامسر حفاظت شده‌اند. این منطقه بخشی از منطقه شکار ممنوع تاله نوی است که در سال ۱۹۷۵ ایجاد شد.
خوان خی سیان در منطقه غیرشکاری تاله نوی، در مختصات ۰۷º۵۰’N ۱۰۰º۰۸’E، در استان پاتالونگ قرار دارد. این منطقه در شمال دریاچه بزرگ تاله لوانگ، یکی از معدود تالابهای آب شیرین باقی‌مانده و سالم در تایلند است. انواع مختلف تالاب در این منطقه شامل دریاچه، مرداب، باتلاق جنگل پوست‌کاغذی، شالیزار و علفزار باتلاقی هستند.
«Kuan» ها جزایری هستند که در بیشتر سال از آب بیرون می‌مانند و در جنگل‌های باتلاقی پوست‌کاغذی قرار دارند. کوان کی سیان یک تپه کم‌ارتفاع با ارتفاع ۰ تا ۲ متر بالاتر از سطح دریای آزاد در منطقه تاله نوی است. در این منطقه بیش از ۵٬۰۰۰ خانواده زندگی می‌کنند که تقریباً همگی وابسته به منابع طبیعی یا سایر کاربری‌های سرزمین موجود در منطقه هستند. فعالیت‌های عمده شامل ماهیگیری، پرورش گاو، خاک‌ورزی، تولید پادری و گردشگری است. سالانه بیش از ۲۰۰٬۰۰۰ گردشگر از این منطقه بازدید می‌کنند.

## دلفین نهنگی پوزه‌کوتاه
یک جمعیت کوچک از دلفین نهنگی پوزه‌کوتاهها در دریاچه تاله لوانگ، در نزدیکی جزایر سی‌ها در استان پاتالونگ یافت می‌شوند. این دلفین‌ها به دلیل صیادی بیش از حد و آلودگی در معرض خطر انقراض قرار دارند. در فهرست سرخ اتحادیه بین‌المللی حفاظت از طبیعت، جمعیت‌هایی از این گونه از جمله در رودخانه ماهاکام و Malampaya Sound به عنوان در معرض خطر بحرانی فهرست شده‌اند. تا مارس ۲۰۲۴، تخمین زده می‌شود که تنها ۱۴ فرد از این گونه در این دریاچه باقی مانده باشد.